# Zahnärzte ohne Grenzen
Zahnärzte ohne Grenzen (engl. Dentists without Limits Federation), kurz DWLF, ist ein im Jahr 2018 gegründeter, gemeinnütziger und mildtätiger Verein, mit Sitz in Nürnberg. Er ist die Nachfolgeorganisation der im Jahr 2004 als Dr.-Claus-Macher-Stiftung gegründeten, nicht rechtsfähigen Stiftung Zahnärzte ohne Grenzen.
Der Verein versteht sich als unabhängige Organisation. Er unterstützt Zahnmediziner, Zahntechniker und zahnmedizinische Assistenzen bei deren Hilfsprojekten, damit diese unkompliziert und legal in benachteiligten Ländern ehrenamtlich humanitäre, zahnmedizinische Hilfe für Bedürftige leisten können. Diese zahnmedizinische Grundversorgung wird den bedürftigen Patienten kostenfrei gewährt.

## Geschichte

### Chronologie

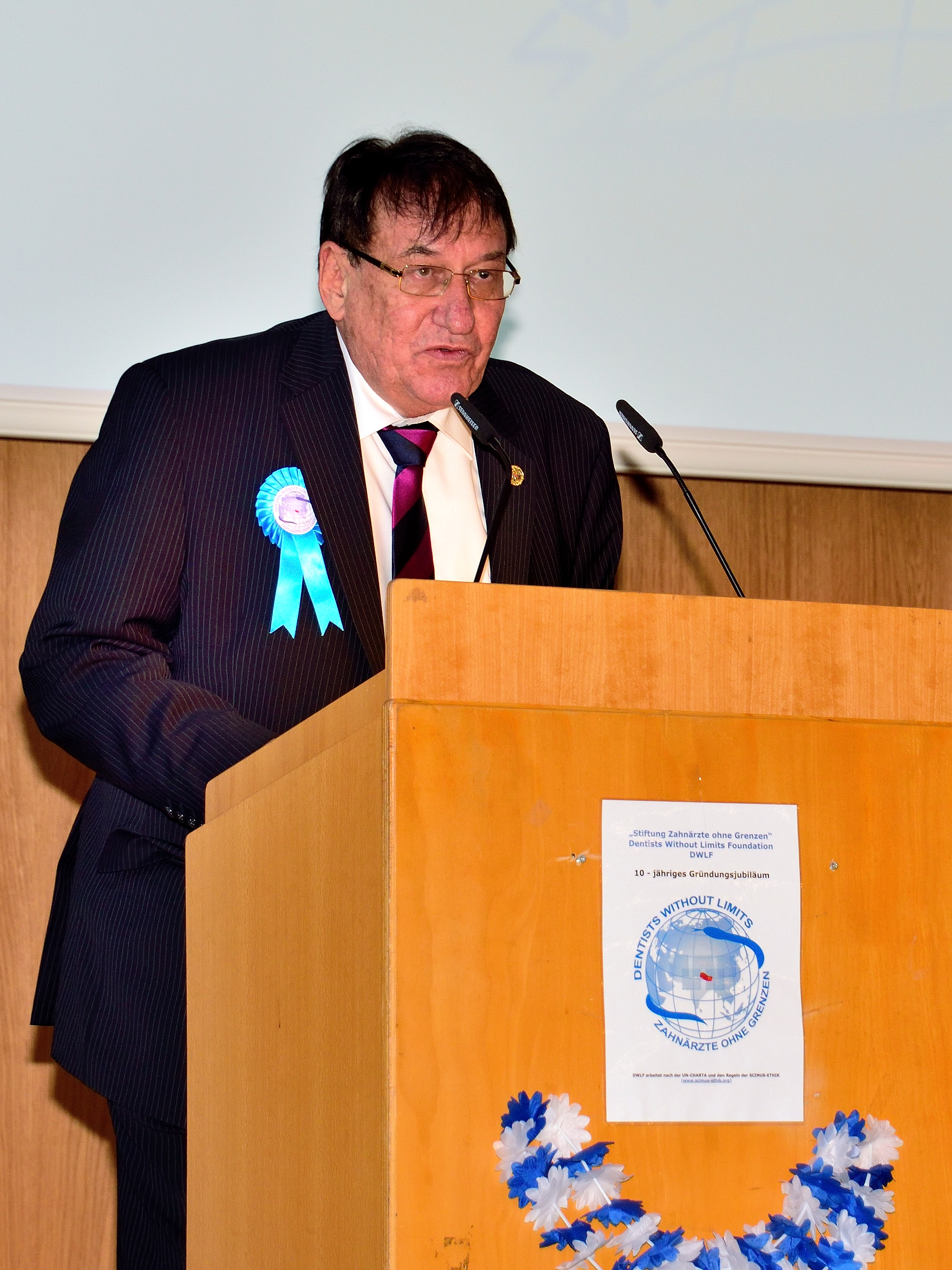
DWLF-Gründer Claus Macher

Anfang der 2000er Jahre besuchte der in Nürnberg lebende und arbeitende Kieferorthopäde Claus Macher einen Vortrag über Nepal. Dabei erfuhr er, dass in Nepal Menschen, die weit abseits von Städten leben, praktisch keinen Zugang zu medizinischer und zahnmedizinischer Grundversorgung haben. Macher beschloss daraufhin, auf dem zahnmedizinischen Sektor für Nepal etwas zu unternehmen. 2004 gründete er die private, nicht rechtsfähige Dr.-Claus-Macher-Stiftung mit dem Ziel, eine zahnmedizinische Grundversorgung in unterversorgten Gegenden Nepals anzustoßen. Noch im Gründungsjahr richtete die Stiftung in Nepal vier feste und zwei mobile Zahnstationen ein und unterstützte erste Hilfseinsätze, welche für die bedürftige Bevölkerung kostenlos sind.
Im Jahr 2007 kam als zweites Gastland die Mongolei hinzu, zunächst mit der Gründung einer festen Zahnstation in Batsümber. Im selben Jahr richtete die Stiftung eine feste Zahnstation in Beruwala, Sri Lanka ein.
2008 weitete die Stiftung ihr Engagement in der Mongolei aus und bot mit festen und mobilen Zahnstationen erstmals eine kostenlose, zahnmedizinische Grundversorgung bei den Nomaden an. Im selben Jahr kam Indien als weiteres Gastland hinzu, mit festen und mobilen Zahnstationen in Coonoor, Dharmapuri und Azhagiapandipuram.
2009 reisten Zahnärzte mit Unterstützung der Stiftung erstmals zu Hilfseinsätzen in ein afrikanisches Gastland: Sambia. In Siavonga kommen feste und mobile Zahnstationen zum Einsatz. Eine feste Zahnstation wurde im selben Jahr auch in Lunca Ilvei in Rumänien in Betrieb genommen.
2011 unterzeichnete die Stiftung mit dem namibischen Gesundheitsministerium ein Memorandum of Understanding. Eine Kooperation ging die Stiftung im selben Jahr mit der Clinica Misional „Nuestra Señora de Guadalupe“, in Ecuador ein.
2012 wurden erste Einsätze im Nordosten Namibias, in Grootfontein und im Buschmannland realisiert.
In den Jahren 2013, 2014, 2015 und 2018 organisierte DWLF Großeinsätze in der Mongolei. Die Einsätze im Jahr 2013 wurden von einem Filmteam begleitet. Ein Dokumentarfilm über die Arbeit der Stiftung und der Einsatz-Teams vor Ort entstand.
2015 wurden Memoranda of Understanding mit den Kapverden und der Volksrepublik China abgeschlossen, erste Einsätze auf den Kapverden erfolgen noch im selben Jahr.
2017 wurde erkannt, dass die Rechtsform als nicht rechtsfähige Stiftung nicht mehr geeignet war, die inzwischen stark gestiegenen Aufgaben und Geschäftsprozesse zu bewältigen. Der Stifter beschloss deshalb, die humanitäre Arbeit auf Basis eines rechtsfähigen, eingetragenen Vereins fortzusetzen.
Am 26. Januar 2018 gründeten elf Zahnärzte und Zahntechniker den Verein Zahnärzte ohne Grenzen e.V. | Dentists without Limits Federation, der seinen Sitz, wie vorher bereits die Stiftung, in Nürnberg hat.

### Internationale Bezeichnung
Die englische Bezeichnung des Vereins wurde auf Dentists without Limits Federation, kurz DWLF, festgelegt. Die Abkürzung DWLF wurde inzwischen zum weit verbreiteten Synonym für die Organisation und fand Eingang auch in die Hauptdomäne der Internetpräsenz (www.dwlf.org). Das englische Substantiv Limits statt Borders wurde bewusst gewählt, zum einen, um Verwechslungen mit einer bestehenden kanadischen NGO zu vermeiden, zum anderen aber auch, weil DWLF nicht nur über Landesgrenzen hinweg tätig ist. Auch Nationalität, Hautfarbe, Sprache, Religionszugehörigkeit, politische Überzeugung, Traditionen stellen für DWLF keine Begrenzungen (Limits) dar, weil humanitäre Hilfe keine Grenzen kennen sollte.

### Logo des Vereins
Das Logo des Vereins wurde von der vormaligen Stiftung übernommen. Es zeigt einen stilisierten Globus mit Längen- und Breitengraden, umschlungen von einer Äskulapnatter, dem Symbol für den ärztlichen Berufsstand. In der Mitte sind fünf sich überlappende Rechtecke zu sehen, welche die Kontinente symbolisieren und mittig darunter ein roter Fleck. Er weist auf das erste Einsatzland, Nepal, hin. Umgeben ist das Logo vom Namen des Vereins in englischer und deutscher Sprache.

## Grundsätze der Organisation

### Leitmotiv
„Helfen, damit ausbalancierte Länder in einer ausbalancierten Ländergemeinschaft entstehen können.“

### SCIMUS-Ethik
Die SCIMUS-Ethik ist die ethische Grundlage, auf der die Arbeit von DWLF gründet. Die Akzeptanz und das Handeln nach diesen Grundsätzen ist verpflichtende Voraussetzung für jeden Einsatzteilnehmer. Wesentliche Maxime der SCIMUS-Ethik sind:
- In Sachen Politik und Religion absolute Neutralität.
- Die Organisation ist weder der Politik eines Landes noch einem Sponsor verpflichtet. Sie ist nur ihre Zielgruppe, den Hilfsbedürftigen, verpflichtet.
- Die Organisation arbeitet in einer Entwicklungspartnerschaft, sowohl mit den Gesundheitsbehörden des Gastlandes als auch mit dem einheimischen medizinischen Personal. Die Zusammenarbeit erfolgt auf Augenhöhe.
- Die Organisation strebt eine nachhaltige und kontinuierliche Betreuung in den Gastländern an.

Die Verpflichtung auf die SCIMUS-Ethik ermöglichte Arbeitsverträge in neuen Gastländern.

## Aufbauorganisation
Gründungspräsident des Vereins ist der Münchener Zahnarzt Stefan Rohr. Er trat mit der Vereinsgründung 2018 die Nachfolge des vormaligen Stiftungspräsidenten Claus Macher an. Dem Präsidenten und seinen Vorstandsmitgliedern steht zur Bewältigung des operativen Geschäfts eine Geschäftsstelle mit vier Angestellten zur Seite.
Für jedes Land, in welchem DWLF tätig wird, sind in der Regel zwei ehrenamtliche Projektmanager ernannt: ein „Projektmanager Europa“ (PME) und ein „Projektmanager Gastland“ (PMG). Der Projektmanager Europa ist der erste Ansprechpartner für die Einsatzteilnehmer in das jeweilige Gastland. Er ist für den Zustand der Zahnstationen, die Gerätschaften und die Materialbeschaffung verantwortlich.
Projektmanager Gastland (PMG) sind in der Regel Zahnärzte des Gastlandes, welche die Gegebenheiten und grundlegenden Eigenheiten ihrer Heimat gut kennen. Sie organisieren vor Ort die Einsatzgebiete, z. B. der mobilen Zahnstationen, und  sorgen dafür, dass die bedürftige Bevölkerung über die kostenlosen Behandlungsmöglichkeiten informiert wird (Rundfunk, Presse, Plakataushänge).
Die Einsatzteilnehmer, welche die Dienste von DWLF in Anspruch nehmen können, sind Zahnärzte, Zahntechniker und zahnmedizinische Assistenzen aus Europa. Vor Ort arbeiten diese mit einheimischen Helfern zusammen. DWLF übernimmt alle erforderlichen bürokratischen Vorarbeiten, stellt die erforderliche Ausrüstung zur Verfügung, so dass sich die Einsatz-Teams ausschließlich ihren humanitären Projekten widmen können.

## Vorgehensweise

### Entwicklungspartnerschaft in befriedeten Ländern
DWLF wird nur in befriedeten Ländern tätig und in welchen es für größere Bevölkerungsgruppen keine oder keine ausreichende zahnmedizinische Grundversorgung gibt. Dabei wird großer Wert auf eine Entwicklungspartnerschaft auf Augenhöhe mit den Gastländern gelegt.

### Voraussetzung: Memorandum of Understanding
Um einerseits den Einsatzteams eine legale Basis für ihre Arbeit im Gastland zu garantieren und andererseits sicherzustellen, dass jeder Einsatz im Einverständnis und mit Unterstützung der Gastländer erfolgt, ist der Abschluss eines Memorandum of Understanding (MoU) mit der jeweiligen Regierung für DWLF eine zwingende Voraussetzung. In diesem Vertragswerk werden die Bedingungen, Ort, Zeit und Umfang der Einsätze detailliert abgestimmt und vereinbart.

### Feste und mobile Zahnstationen
Für die Einsätze vor Ort organisiert DWLF zusammen mit den Gastländern entweder feste Zahnstationen (z. B. in Kliniken, Schulen, sonstigen öffentlichen Gebäuden) oder stellt für Einsätze – vor allem in weit von den Städten entfernten Flächenbereichen – sog. „Mobile DWLF Dental Clinics“ (MDDC) zur Verfügung. MDDC sind kleine, zahnmedizinische Behandlungseinheiten in Kofferform und dazugehörende, kompakte, mobile Behandlungsstühle.
DWLF kümmert sich um die Beschaffung des Einsatzgerätes und der Instrumente sowie um die Einfuhr ins Gastland mit zollrechtlicher Behandlung, damit die Teams vor Ort davon unbelastet bleiben.

### Einsatzteams
Die Einsatzteams, in der Regel zwei Zahnärzte und zwei zahnmedizinische Assistenzen, sind keine Angestellten des Vereins, sondern es handelt sich um eigenverantwortliche, niedergelassene oder angestellte Zahnmediziner und Assistenzen.

### Aufgaben der Einsatzteams
- Zahnärztliches Arbeiten in entlegenen Landesteilen, die von jeder Infrastruktur abgeschnitten sind und damit keinen Zugang zu einer zahnärztlichen Versorgung haben.
- Etablierung einer Prophylaxe, d. h. regelmäßige Kontrolluntersuchungen, Verteilen von Zahnbürsten und Zahnpasta in Schulen, Internaten, SOS-Kinderdorf etc.
- Wissens- und Fähigkeitstransfer an das Fachpersonal vor Ort durch Zeigen, Anlernen, Helfen und das Veranstalten von Workshops.

### Einsatzstrukturen
DWLF versteht sich als unterstützende Servicestelle für zahnmedizinische Hilfseinsätze einzelner Zahnmediziner und Helfer, die sich in bedürftigen Ländern humanitär betätigen möchten. Die Einsätze selbst sind eigenständige Projekte der Einsatzteams, nicht des Vereins. Die Arbeit von DWLF zielt auf administrative und logistische Unterstützung der Einsatz-Teams. Voraussetzung für ein Projekt ist, dass sich die Einsatz-Teams dazu verpflichten, ihre Einsätze entsprechend den ethischen Leitlinien der Organisation zu planen und durchzuführen.
Das heißt, die Einsatzteilnehmer planen und finanzieren ihre Einsätze selbst und tragen dafür auch die Verantwortung. Sie buchen auch ihre Reisemittel, Unterkünfte, Mietwagen etc. eigenständig. DWLF unterstützt sie dabei aus ihrem reichen Erfahrungsfundus, darf aber keine Aufgaben eines Reiseveranstalters übernehmen.
DWLF unterstützt – abhängig von den zur Verfügung stehenden Mitteln – die Einsatzteams auch mit Zuschüssen, sorgt für legale Arbeitsbedingungen im Gastland und für das erforderliche Equipment vor Ort.

### Leistungsprofil
Sein Leistungsprofil beschreibt der Verein im Wesentlichen so:
- Beseitigung von bürokratischen Hürden für Hilfseinsätze,
- Sorge für legale Arbeitsmöglichkeiten der Helfer mittels Abschluss konkreter Vereinbarungen mit den Regierungen der Gastländer (sog. Memorandum of Understanding, kurz MoU),
- Beratung der Einsatz-Teams und Weitergabe von Erfahrungen,
- Organisation der Einsatzbesprechungen und Vereinbarung der Einsatztermine mit den Gastländern,
- DWLF stellt den Einsatz-Teams Instrumente und Medikamente zur Verfügung und übernimmt die zollrechtlichen Maßnahmen bei der Einfuhr ins Gastland,
- stellt vor Ort entweder feste Zahnstationen oder mobile Behandlungseinheiten zur Verfügung,
- vermittelt den Einsatz-Teams eine unverbindliche Beratung für einen optimalen Versicherungsschutz,
- und Adressen von Dolmetscher vor Ort,
- sie erinnert Einsatzinteressierte nachdrücklich daran, sich umfänglich über die Gegebenheiten im angestrebten Gastland zu informieren,
- zur Mitnahme in die Einsatzgebiete sammelt DWLF Hilfsmittel (Instrumente, Anästhetika und Füllungsmaterialien, Zahnbürsten und -pasten, Brillen, Brillengestelle, Hörgeräte etc.) welche in den Gastländern dringend benötigt werden,
- für die arbeitsfreie Zeit gibt DWLF den Einsatz-Teams unverbindliche Tipps zur Gestaltung der Freizeit vor Ort.

## Einsatzgebiete

### Bisher betreute Gastländer
- Volksrepublik China
- Deutschland (zusammen mit den Straßenambulanzen)
- Ecuador (nur Vermittlung von Zahnmedizinern für eine NGO vor Ort)
- Indien
- Israel
- Kapverden[25]
- Mongolei[26][27]
- Namibia
- Nepal
- Rumänien
- Sambia[28][29]
- Sri Lanka
- Tansania (seit 2024)[30]
- Togo (seit 2017)[31]
- Westjordanland (nur Vermittlung von Zahnmedizinern für eine NGO vor Ort)

## Auszeichnungen
- 2011 verlieh die „Mongolische Nationaluniversität für Medizin“ in Ulaanbaatar dem Stiftungspräsidenten Claus Macher und seiner Frau Tuul Macher jeweils den Titel eines Professors h. c. (Ehrenprofessor), in Anerkennung ihrer Verdienste zusammen mit DWLF.
- 2014 Verleihung des „Nairamdal-Ordens“[32] durch den Staatspräsidenten der Mongolei, Tsachiagiin Elbegdordsch, an Claus Macher, stellvertretend für DWLF. Der Nairamdal-Orden (Freundschaftsmedaille) ist die höchste Auszeichnung der Mongolei, die sie an Ausländer vergeben kann.
- 2018 zeichnete die Association for the Development of Mongolian Women in Europe (kurz ADMWE) die aus der Mongolei stammende DWLF-Geschäftsführerin Tuul Macher als eine Women of the Year aus (Best Women in Humanitarian Work 2018).[33]

## Dokumentarfilm
Im Jahr 2013 drehte ein Filmteam im Rahmen eines Großeinsatzes in der Mongolei den 30-minütigen Dokumentarfilm „Zahnärzte ohne Grenzen – Mongolei“. Der Film zeigt beispielhaft, wie DWLF und seine Helfer die Einsätze organisieren.